# Апаре (Торино)
Апаре је насеље у Италији у округу Торино, региону Пијемонт.
Према процени из 2011. у насељу је живело 61 становника. Насеље се налази на надморској висини од 531 м.